# Mafara
Ne doit pas être confondu avec Mafara (Guinée).
Mafara est un village du Cameroun situé dans le département du Djérem et la Région de l'Adamaoua. Il fait partie de la commune de Ngaoundal.

## Population
Lors du recensement de 2005, le village était habité par 455 personnes, 251 de sexe masculin et 204 de sexe féminin.